# Geneviève Lalonde
Pour les articles homonymes, voir Lalonde.
Geneviève Lalonde (née le 5 septembre 1991) est une athlète canadienne spécialiste des courses de demi-fond.

## Biographie
Elle détient le record du Canada du 3 000 m steeple en 9 min 29 s 82 - réalisé le 18 mai 2019, à la compétition de la Ligue des diamants à Shanghai, en Chine.
Médaillée de bronze des Jeux panaméricains de 2015, elle se classe seizième des Jeux olympiques 2016.
Elle participe aux championnats du monde 2017 et se qualifie pour la finale du 3 000 m steeple. Elle termine 13e de la finale en battant le record du Canada en 9 min 29 s 99.
Elle remporte la médaille d'or des Jeux panaméricains de 2019 en 9 min 41 s 45, nouveau record des Jeux.
Elle se classe 14e des championnats du monde 2019 à Doha en 9 min 32 s 92.
Elle vit à Victoria et est entraînée par Hilary Stellingwerf et Joël Bourgeois .

## Palmarès
| Date | Compétition                    | Lieu           | Résultat | Épreuve     | Temps         |
| ---- | ------------------------------ | -------------- | -------- | ----------- | ------------- |
| 2013 | Jeux de la Francophonie        | Nice           | 3e       | 3 000 m st. | 9 min 53 s 35 |
| 2015 | Jeux panaméricains             | Toronto        | 3e       | 3 000 m st. | 9 min 53 s 03 |
| 2016 | Jeux olympiques                | Rio de Janeiro | 16e      | 3 000 m st. | 9 min 41 s 88 |
| 2017 | Championnats du monde          | Londres        | 13e      | 3 000 m st. | 9 min 29 s 99 |
| 2018 | Championnats du monde en salle | Birmingham     | 11e      | 3 000 m     | 9 min 03 s 91 |
| 2018 | Jeux du Commonwealth           | Gold Coast     | 7e       | 3 000 m st. | 9 min 46 s 68 |
| 2019 | Jeux panaméricains             | Lima           | 1re      | 3 000 m st. | 9 min 41 s 45 |
| 2019 | Championnats du monde          | Doha           | 14e      | 3 000 m st. | 9 min 32 s 92 |
| 2021 | Jeux olympiques                | Tokyo          | 11e      | 3 000 m st. | 9 min 22 s 40 |

## Records
| Épreuve         | Temps              | Lieu     | Date        |
| --------------- | ------------------ | -------- | ----------- |
| 3 000 m steeple | 9 min 29 s 82 (NR) | Shanghai | 18 mai 2019 |